# 中国人民解放军兰州军区空军
中国人民解放军兰州军区空军，机关驻地甘肃省兰州市，是中国人民解放军空军驻中国人民解放军兰州军区的战役军团，归中国人民解放军空军建制，受中国人民解放军空军、中国人民解放军兰州军区双重领导。领导和指挥驻陕西省、甘肃省、宁夏回族自治区、青海省、新疆维吾尔自治区及西藏自治区阿里地区、内蒙古自治区西部地区空军部队。主要担负本区防空作战，空中进攻作战，协同陆军作战等任务。

## 沿革
1951年9月10日，中央军委决定，成立中国人民解放军西北军区空军司令部。1951年12月，由西北军区司令部航空处与陆军第六军军部合编，在兰州正式成立（1952年6月至1969年11月驻西安）。机关设有司令部、政治部、后勤部、工程部、干部管理部。1954年5月15日，改称中国人民解放军西北军区空军部。1955年5月6日，改称中国人民解放军兰州军区空军司令部。1958年8月22日，改称中国人民解放军兰州军区空军。1970年2月，兰州军区空军机关整编为司令部、政治部、后勤部。1976年2月增设航空工程部，1993年9月改称装备技术部，1998年12月整编为装备部。
西北军区空军机关成立以后，首先接收并领导了原先由中国人民解放军西北军区领导的2个航空预科总队。1952年5月，组建1个航空兵师。1953年12月，驻西安地区的1所航空学校划归西北军区空军司令部领导。1957年4月，驻四川地区的空军部队划归兰州军区空军司令部建制（1965年10月，改归中国人民解放军成都军区空军指挥所建制）。1962年下半年，驻新疆和田地区和西藏拉萨地区的空军部队划归兰州军区空军建制（1969年1月，西藏拉萨地区空军部队改归成都军区空军指挥所建制）。1964年11月及1969年11月，先后组建2个空军军部。1975年2月，兰州军区空军辖区空军院校，由空军直属改归兰州军区空军建制。1985年下半年，调整、撤销、合并了一部分单位。到20世纪末，兰州军区空军已成为包括航空兵、地空导弹兵、高射炮兵、雷达兵、通信兵及其他专业兵的合成军队。
兰州军区空军担负西北地区防空作战任务，兰州军区空军机关及部分部队先后执行了配合地面部队剿匪、核武器试验等任务。1952年12月到1953年7月，西北军区空军组织运输机部队执行空投任务，支援陆军部队在甘肃南部剿匪作战。1956年5月，组织试航西藏当雄机场成功，开辟了北京—西宁—拉萨航线。1959年，兰州军区空军奉命统一领导和指挥空军参战部队，配合中国人民解放军地面部队在西藏平叛。1962年8月至1963年1月，在对印边境自卫反击作战中，兰州军区空军部队完成了空运空投等任务。1963年起，多次组织部队参加核试验，完成了空投核弹、烟云取样、爆心剂量侦测、空中摄影及其他保障任务。1965年5月14日，空军第三十六师李源一机组驾机首次空投原子弹爆炸成功。1967年6月17日，空军第三十六师徐克江机组驾机首次空投氢弹试验成功。兰州军区空军部队还先后参加过首都国庆阅兵，新型飞机试飞、导弹试射试验以及抢险救灾、国土航测等任务，参加过80多项地方重点工程建设，参加了军民共建千里铁路文明线，以及飞播造林、人工增雨。

## 历任领导
| 司令员 1. 罗元发 中将（1951年9月—1957年9月） 2. 杨焕民 少将（1962年3月—1975年8月） 3. 刘懋功（1975年8月—1983年5月） 4. 徐登昆（1983年5月—1987年7月） 5. 刘志田（1987年7月—1987年9月） 6. 孙景华 空军中将（1987年9月—1993年1月，兰州军区副司令员兼） 7. 马占民 空军中将（1993年1月—1994年4月，兰州军区副司令员兼） 8. 刘顺尧 空军中将（1994年4月—1994年10月，兰州军区副司令员兼） 9. 李永德 空军中将（1994年10月—1999年1月，兰州军区副司令员兼） 10. 马晓天 空军中将（1999年1月—2000年12月，兰州军区副司令员兼） 11. 黄恒美 空军中将（2000年12月—2003年12月，兰州军区副司令员兼） 12. 贾永生 空军中将（2003年12月—2006年8月，兰州军区副司令员兼） 13. 朱清益 空军中将（2006年8月—2011年12月，兰州军区副司令员兼） 14. 庄可柱 空军少将（2011年12月—2013年7月，兰州军区副司令员兼） 15. 张义瑚 空军中将（2013年7月—2016年，兰州军区副司令员兼） 副司令员 - 袁学凯 少将（1956年6月—？） - 方升普 少将（1962年7月—？） - 杨思禄（1966年3月—1968年5月） - 刘光汉（1969年9月—？） - 徐登昆（1969年12月—？） - 马宁（1970年4月—1973年5月） - 林基贵（1974年1月—1983年5月） - 耀先（1978年1月—1987年11月） - 陈海林（1979年2月—？） - 米盛山（1983年5月—？） - 郑宝森 空军少将（1985年8月—1990年6月） - 马占民 空军少将（1987年9月—1993年1月） - 刘顺尧 空军少将（1990年6月—1994年4月） - 王朝鸣 空军少将（1990年6月—1995年7月） - 张景芬 空军少将（1992年10月—1996年12月） - 彭功阁 空军少将（1993年1月—1994年4月） - 王良旺 空军少将（1993年1月—1994年12月） - 樊万庆 空军少将（1995年7月—1999年1月） - 曹玉臣 空军少将（1996年3月—1998年12月） - 魏光修 空军少将（1998年12月—？） - 凤景泉 空军少将（2000年12月—2004年12月） - 苟新华 空军少将（2002年1月—？） - 刘新江 空军少将（2004年12月—2008年5月） - 张国民 空军少将（2007年12月—？） - 张宝忠 空军少将（2008年9月—2010年10月） - 夏维宴 空军少将（2010年6月—2016年） - 张瑞胜 空军少将（2011年—？） - 李勇 空军少将（2014年12月—2016年） | 政治委员 1. 关盛志 少将（1951年12月—1968年12月） 2. 刘 镇（1968年12月—1977年5月） 3. 王平水（1977年5月—1979年3月） 4. 魏志明（1981年8月—1983年5月） 5. 杨永斌 空军中将（1983年5月—1990年4月） 6. 郑宝森 空军中将（1990年4月—1993年12月） 7. 臧 穗 空军中将（1993年12月—2001年7月） 8. 刘振起 空军中将（2001年7月—2004年7月，兰州军区副政治委员兼） 9. 王金相 空军中将（2004年7月—2007年6月，兰州军区副政治委员兼） 10. 房建国 空军中将（2007年6月—2012年7月） 11. 刘 健 空军中将（2012年7月—2016年，兰州军区副政治委员兼） 副政治委员 - 赵光远 大校（1955年5月—1955年11月） - 程明 少将（1957年5月—1962年3月） - 刘镇 少将（1959年10月—1968年12月） - 王绍渊（1970年4月—1971年11月） - 李道之（1970年4月—？） - 魏志明（1975年8月—1981年8月） - 武靖（？—？） - 杨大伦（1979年2月—？） - 王文（？—？） - 谢雪畴（？—？） - 潘景和（1982年10月—1987年11月） - 常裕 空军少将（1986年10月—1991年5月） - 赵立荣 空军少将（1990年6月—1993年1月） - 韩洪财 空军少将（1988年4月—1994年10月） - 杨英昌 空军少将（1990年6月—1992年10月） - 樊铁骑 空军少将（1991年5月—1996年12月） - 曾瑞生 空军少将（1992年10月—1998年12月） - 臧穗 空军少将（1993年1月—1993年12月） - 王玉菁 空军少将（1993年12月—1998年12月） - 邓昌友 空军少将（1996年7月—1997年3月） - 张汉华 空军少将（1996年12月—1998年12月） - 许传功 空军少将（1997年3月—2002年12月） - 任成琛 空军少将（1998年12月—2004年12月） - 张正鑫 空军少将（1998年12月—2003年12月） - 梅仁桂 空军少将（2003年4月—2006年7月） - 王晓龙 空军少将（2003年12月—2006年12月） - 刘昌洪 空军少将（2005年12月—2006年7月） - 严宝发 空军少将（2006年7月—2008年3月） - 黄永垠 空军少将（2008年5月—2012年） - 季凤君 空军少将（2012年—？） 顾问 - 宋映（1977年—1983年3月） - 吴胜凯（？—？） - 张廷桂（？—1983年7月） - 魏志明（1983年5月—1985年） - 宋连弟（1983年5月—？） - 马杰三（？—？） |

| 参谋长 - 袁学凯 少将（1955年5月—1956年6月） - 刘光汉 大校（1956年6月—1966年5月） - 郭健（1966年5月—？） - 石国英（？—？） - 张伟良（？—？） - 姚长川（1979年1月—？） - 金陆钧 空军少将（1985年8月—1990年6月） - 王朝明 空军少将（1990年6月—1992年10月） - 王全博 空军少将（1992年10月—1995年7月） - 刘广智 空军少将（1998年12月—2000年8月） - 杨国海 空军少将（2000年8月—2005年1月） - 庄可柱 空军少将（2005年1月—2010年7月） - 张义瑚 空军少将（2010年7月—2011年5月） - 韩胜延 空军少将（2011年7月—2013年） - 李勇 空军少将（2013年—2014年12月） - 杨志斌 空军少将（2014年12月—2016年，兰州军区副参谋长兼） 副参谋长 - 刘光汉 上校（1955年5月—1956年6月） - 高锐 大校（1956年4月—？） - 李全春 上校（1959年10月—1961年9月） - 杨怀年 上校（1961年9月—？） - 刘忠惠 上校（1962年6月—1967年10月） - 史洁如（1968年5月—？） - 张桂文（1969年3月—？） - 杨同泰（1969年11月—？） - 范振江（1970年4月—？） - 王振耀（1970年4月—？） - 张伟良（？—？） - 李希伯 空军少将（1985年8月—1990年6月） - 于曰家 空军少将（1985年8月—1990年6月） - 刘德斌 空军少将（1985年8月—1990年6月） - 王良旺 空军少将（1990年6月—1993年1月） - 张瑞胜 空军少将（1993年12月—1999年12月） - 刘广智 空军少将（1996年12月—1998年12月） - 王东玉 空军少将（1998年12月—2003年12月） - 张剑 空军少将（1999年12月—2004年7月） - 黄炳新 空军少将（2000年12月—2006年12月） - 栾连续 空军少将（2002年12月—2009年4月） - 杜恒元 空军少将（2003年12月—2007年2月） - 张宝忠 空军少将（2003年12月—2008年9月） - 臧为 空军少将（2007年2月—？） - 邱喜 空军少将（2008年—？） - 刘广彬 空军少将（2009年4月—2016年） - 赛里木江·赛都拉 少将（2010年—？） - 夏爱和 少将（2010年—？） - 刘克东 空军少将（2010年—2012年6月） - 潘国海 空军少将（2012年11月—？） - 王启林 空军少将（？—2016年） | 政治部主任 - 刘镇 少将（1955年5月—1959年10月；1959年10月—1963年2月，兼任） - 张翼 少将（1963年2月—1968年5月） - 李刚（1968年5月—1974年1月） - 谢雪畴（1977年4月—？） - 张宗政（1985年8月—1988年8月） - 赵立荣 空军少将（1988年8月—1990年6月） - 王玉春 空军少将（1990年6月—1993年12月） - 张汉华 空军少将（1993年12月—1996年12月） - 许传功 空军少将（1996年12月—1997年3月） - 任清廉 空军少将（1997年3月—2001年12月） - 梅仁桂 空军少将（2001年12月—2003年4月） - 刘昌洪 空军少将（2003年4月—2005年12月） - 赵以良 空军少将（2005年12月—2007年12月） - 林立山 空军少将（2007年12月—2010年） - 于忠福 空军少将（2010年—2012年） - 李德林 空军少将（2012年—2015年9月） - 衣剑辉 空军少将（2015年9月—2016年） 政治部副主任 - 武靖 大校（1956年9月—？） - 孙志宏 大校（1959年4月—？） - 殷古风（1968年5月—1971年8月） - 蔡正宁（1972年9月—？） - 谢雪畴（1975年7月—1977年4月） - 赵立荣（1985年8月—1988年8月） - 由光宇 空军少将（1985年8月—1992年4月） - 高春明 空军少将（1990年6月—1996年12月） - 许传功 空军少将（1992年10月—1996年12月） - 王济涵 空军少将（1993年12月—1999年12月） - 毕沧耕 空军少将（1999年12月—2002年1月） - 杨位环 空军少将（1999年12月—？） - 邹志美 空军少将（2003年12月—2008年12月） - 卫明 空军少将（2008年12月—2012年9月） - 金心华 空军少将（2009年8月—2014年6月） - 吴晓华 空军少将（？—2014年8月） - 衣剑辉 空军少将（2012年7月—2015年9月） - 卢君 空军少将（2014年11月—2016年） - 屠金仕 空军少将（2015年9月—2016年） |

| 后勤部部长 - 吴后祥 大校（1955年5月—1976年1月） - 李文江（1976年1月—？） - 张德林 空军少将（1985年8月—1990年5月） - 王传富 空军少将（1990年6月—1992年10月） - 刘炎 空军少将（1992年10月—1994年8月） - 林长昆 空军少将（1994年8月—1996年7月） - 朱洪达 空军少将（1999年12月—2007年） - 张瑞胜 空军少将（2007年—2011年6月） - 江玉辉 空军少将（2011年7月—2016年） | 后勤部政治委员 - 刘占江 大校（1956年6月—1967年1月） - 郎子林（1968年10月—？） - 周乐群 空军少将（1987年5月—1994年8月） - 刘炎 空军少将（1994年8月—1997年12月） - 芮清凯 空军少将（1997年12月—2000年12月） - 邹志美 空军少将（2000年12月—2003年12月） - 季振坤 空军少将（2003年12月—？） |

| 装备部部长 - 云甫（1951年—？，工程部部长） - 杨同泰（？—1969年11月，工程部部长） - 汤济汉 空军少将（1985年8月—1992年9月，航空工程部部长） - 董继海 空军少将（1992年9月—1998年10月，航空工程部、装备技术部部长） - 蔡祥来 空军少将（1998年10月—2003年12月，装备技术部、装备部部长） - 韩云涛 空军少将（2003年12月—？） - 吴鸿 空军少将（2013年—2015年12月） | 纪律检查委员会书记 - 由光宇 空军少将（1985年8月—1990年6月，政治部副主任兼） - 赵立荣 空军少将（1990年6月—1993年1月，副政治委员兼） - 邓昌友 空军少将（1996年7月—1997年3月，副政治委员兼） - 许传功 空军少将（1997年3月—2002年12月，副政治委员兼） …… 纪律检查委员会副书记 - 张绍亭 空军少将（1985年8月—1990年6月，专职副书记） |

| 兰州军区空军善后工作办公室主任 - 杨志斌 空军少将（2016年—2017年6月） 兰州军区空军善后工作办公室副主任 - 刘晓锋 空军少将（2016年—） | 兰州军区空军善后工作办公室政治委员 - 衣剑辉 空军少将（2016年—） 兰州军区空军善后工作办公室副政治委员 - 屠金仕 空军少将（2016年—2017年） |

## 荣誉
曾被授予荣誉称号的单位有：
- 模范气象导航站：由中央军委授予[2]。
- 昆仑山上好四站：由空军授予[2]。
- 神威大队：由空军授予[2]。
- 精神文明建设好六连：由空军授予[2]。
- 英雄试飞大队：由空军授予[2]。

曾被授予荣誉称号的个人有：
- 科研试飞英雄：滑俊、王昂。由中央军委授予[2]。
- 试飞英雄：黄炳新。由中央军委授予[2]。
- 雷锋式的飞行员：王冠扬。由空军授予[2]。
- 模范义务兵：张军。由空军授予[2]。
- 模范指导员：王全洲。由空军授予[2]。
- 空军模范飞行教员：弓晋强。由空军授予[2]。